# TV Educativa de Alagoas
TV Educativa de Alagoas é uma emissora de televisão brasileira sediada em Maceió, capital do estado de Alagoas. Opera no canal 3 (14 UHF digital) e é afiliada à TV Brasil. De cunho cultural e educativo, pertence ao Instituto Zumbi dos Palmares, autarquia mantida pelo Governo do Estado de Alagoas, que também gerencia a Rádio Difusora de Alagoas e a Educativa FM.

## História
A emissora foi inaugurada em 1984, como TV Educativa de Alagoas, durante o governo de Divaldo Suruagy, baseando sua programação no tripé "educação, cultura e cidadania", estimulando a formação e consciência crítica do telespectador, mostrando que é possível fazer televisão como ferramenta de inclusão cultural, social e educativa. Além de programas locais, a emissora também exibia produções da TV Cultura e TVE Brasil, até 2004.
Em 2004 deixa a TV Cultura e passa exibir a programação da TVE Brasil.
Porém, durante alguns anos, a emissora passou por uma fase instável, com problemas em sua programação e em sua administração. Entre os anos de 1999 à 2006, recebeu investimentos para retomar sua produção local. Na época, houve a construção de um novo prédio, aquisição de equipamentos, recuperação do sistema irradiante, contratação de funcionários, inauguração de pequena grade de programação local e a ampliação do sinal para alguns municípios do interior.
Em dezembro de 2007, deixa a extinta TVE Brasil e passa exibir a TV Brasil.

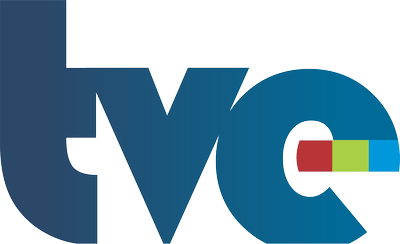
Logotipo da emissora entre 2013 e 2019

Em junho de 2017, a imprensa alagoana divulgou que a TVE estava em negociações para se afiliar com a TV Cultura, que já havia sido transmitida pela emissora entre 1984 e 2004, junto com a programação da TVE Brasil e da TV Brasil. A troca ocorreu oficialmente em 15 de agosto.

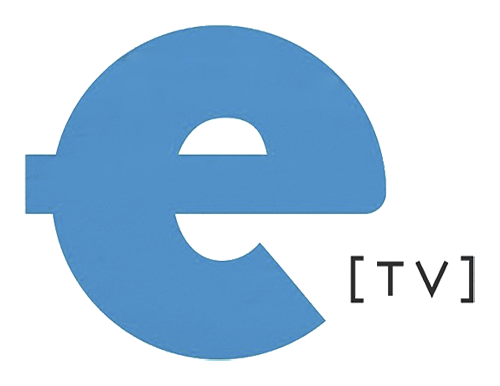
Logotipo da emissora entre 2019 e 2023, quando se chamava Educativa TV

Em 29 de outubro de 2019, a emissora passa a se chamar Educativa TV, ganhando também uma nova identidade visual junto com sua coirmã Educativa FM. A mudança faz parte de um processo de integração entre as duas emissoras, resultando na produção conjunta de programas para TV e rádio, sob a marca Rede Educativa.
Em 6 de agosto de 2023, a emissora volta a se chamar TV Educativa de Alagoas, estreando também uma nova identidade visual.

## Sinal digital
| Canal virtual | Canal digital | Resolução de tela | Programação                                      |
| ------------- | ------------- | ----------------- | ------------------------------------------------ |
| 3.1           | 14 UHF        | 1080i             | Programação principal da TVE Alagoas / TV Brasil |
| 3.2           | 14 UHF        | 1080i             | Canal Gov                                        |
| 3.3           | 14 UHF        | 1080i             | Canal Educação                                   |
| 3.4           | 14 UHF        | 480i widescreen   | Canal Saúde                                      |

Transição para o sinal digital
Em 29 de agosto de 2013, por intermédio da Portaria nº 976, a então TVE Alagoas ganhou a concessão do canal 14 UHF de Maceió para operar suas transmissões digitais. Contudo, a emissora não conseguiu realizar a transição antes do apagão analógico, que pelo cronograma oficial da ANATEL estava marcado para 30 de maio de 2018. Na data prevista, a TVE Alagoas, bem como as outras emissoras de Maceió, cessou suas transmissões pelo canal 3 VHF, ficando sem sinal até 22 de junho, quando enfim o sinal digital foi ativado.